# Floreal (mês)

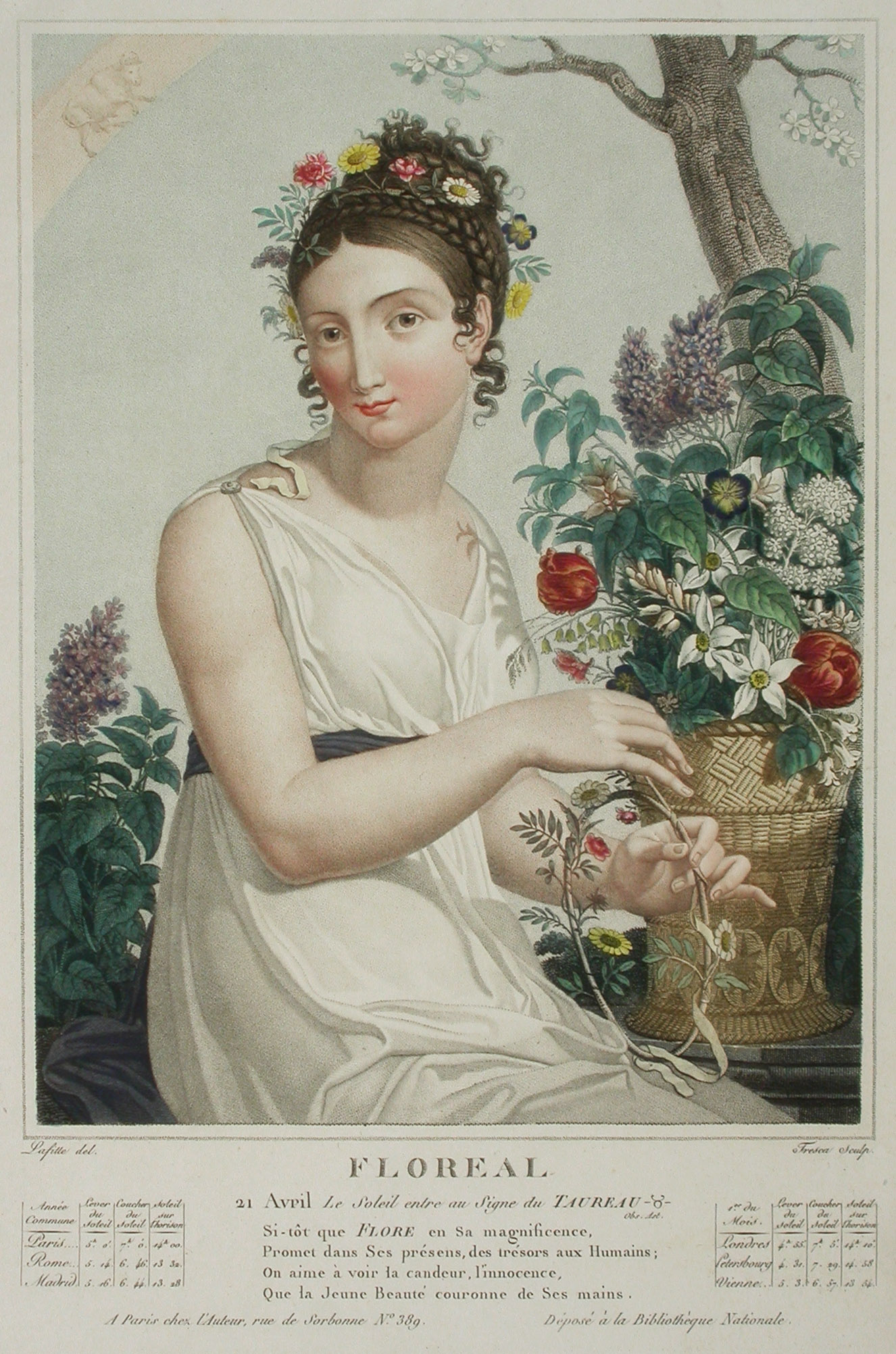
Alegoria do Florial

Floreal (floréal em francês) era o oitavo mês do Calendário Revolucionário Francês que esteve em vigor na França de 22 de setembro de 1792 a 31 de dezembro de 1805.
O floreal correspondia geralmente ao período compreendido entre 20 de abril e 19 de maio do calendário gregoriano; recobrindo, aproximadamente, o período durante o qual o sol atravessa a constelação zodiacal de Touro.
O nome se deve ao "desabrochar das flores de abril a maio", de acordo com os termos do relatório apresentado à Convenção em 3 brumário do ano II (24 de outubro de 1793) por Fabre d'Églantine, em nome da "comissão encarregada da confecção do calendário".